# Forra di Rio Freddo
La Forra o Gola di Rio Freddo è un profondo canyon che incide il versante orientale del Monte Cucco, montagna dell'Appennino umbro-marchigiano.

## Morfologia
Il torrente Rio Freddo nasce nel cuore del Parco del Monte Cucco, nei pressi della Fonte dell’Acqua Fredda. Inizialmente scorre tranquillo in un grande bosco di faggi fino a raggiungere la zona di Passo Porraia. Qui incontra un grande banco di calcare massiccio e si incanala in un canyon lungo circa 3 km e profondo in alcuni punti circa 200m, fino a sfociare nei pressi del paese di Pascelupo.
Gran parte del canyon funge da confine amministrativo tra la regione Umbria (sinistra idrografica) e la regione Marche (destra idrografica).

## Storia
Le pareti sovrastanti sono costellate di ruderi di antichi monasteri e fortificazioni.
Il più grande e meglio conservato è l’Eremo di San Girolamo, anche conosciuto come Eremo di Monte Cucco, arroccato sulla parete nord della montagna.
Il Rio Freddo fu disceso la prima volta dagli speleologi del CAI di Perugia nell’estate del 1961, che esplorarono la valle alla ricerca di accessi al mondo sotterraneo.

## Ambiente
Flora e fauna  sono tipiche dell’appennino umbro marchigiano, all’interno dei laghetti del canyon si trovano trote che durante le piene risalgono le varie cascate. Sono presenti bisce dal collare e salamandre.

## La progressione
La Forra di Rio Freddo consente la pratica del torrentismo per via della sua relativa semplicità e viene ogni anno discesa da centinaia di appassionati e da escursionisti accompagnati da guide abilitate.
La gola è divisa in due parti: la prima parte più aperta e naturalistica, è lunga circa 1,8 km e comprende 10 calate su corda, la più alta di 20m. Tra la prima e la seconda parte si trova una radura raggiunta da un sentiero, che funge da via di fuga o ingresso per la sola seconda parte. La seconda parte, più inforrata e imponente, è lunga circa 1,2 km e comprende 8 calate su corda, la più alta di 15m.
La parte finale della gola si può risalire per un tratto senza attrezzature specifiche ed è frequentata per escursioni e fotografia.

## Avvertenze
Le pareti molto alte e i venti quasi sempre presenti, rendono le pareti della gola molto instabili e soggette a caduta pietre.